# Pro12 2012/13
Die Saison 2012/13 der Pro12 (aus Sponsoringgründen auch RaboDirect Pro 12 genannt) begann am 31. August 2012. Die reguläre Saison umfasste 22 Spieltage (je eine Vor- und Rückrunde) und dauerte bis zum 5. Mai 2013. Die besten vier Mannschaften spielten in zwei Halbfinals um die Teilnahme am Finale. Beteiligt waren je vier Teams aus Irland und Wales sowie je zwei Teams aus Italien und Schottland.
Den Titel gewann zum dritten Mal das irische Team Leinster Rugby. Titelverteidiger waren die Ospreys aus Wales. Bei den italienischen Teams gab es einen Wechsel: die Aironi wurden aufgelöst und durch die Zebre ersetzt.

## Tabelle
M = Letztjähriger Meister
|     | Team                   | Spiele | Siege | Unent. | Ndlg. | Spiel- punkte | Diff. | Bonus- punkte | Tabellen- punkte |
| --- | ---------------------- | ------ | ----- | ------ | ----- | ------------- | ----- | ------------- | ---------------- |
| 01. | Ulster Rugby           | 22     | 17    | 1      | 4     | 577:348       | + 229 | 11            | 81               |
| 02. | Leinster Rugby         | 22     | 17    | 0      | 5     | 585:386       | + 199 | 10            | 78               |
| 03. | Glasgow Warriors       | 22     | 16    | 0      | 6     | 541:324       | + 217 | 12            | 76               |
| 04. | Scarlets               | 22     | 15    | 0      | 7     | 436:406       | + 30  | 6             | 66               |
| 05. | Ospreys (M)            | 22     | 14    | 1      | 7     | 471:342       | + 129 | 4             | 62               |
| 06. | Munster Rugby          | 22     | 11    | 1      | 10    | 442:389       | + 53  | 8             | 54               |
| 07. | Benetton Rugby Treviso | 22     | 10    | 2      | 10    | 414:450       | − 36  | 6             | 50               |
| 08. | Connacht Rugby         | 22     | 8     | 1      | 13    | 358:422       | − 64  | 4             | 38               |
| 09. | Cardiff Blues          | 22     | 8     | 0      | 14    | 348:487       | − 139 | 6             | 38               |
| 10. | Edinburgh Rugby        | 22     | 7     | 0      | 15    | 399:504       | − 105 | 8             | 36               |
| 11. | Newport Gwent Dragons  | 22     | 6     | 0      | 16    | 358:589       | − 231 | 4             | 28               |
| 12. | Zebre                  | 22     | 0     | 0      | 22    | 291:573       | − 282 | 10            | 10               |

Die Punkte werden wie folgt verteilt:
- 4 Punkte bei einem Sieg
- 2 Punkte bei einem Unentschieden
- 0 Punkte bei einer Niederlage (vor möglichen Bonuspunkten)
- 1 Bonuspunkt für vier oder mehr Versuche, unabhängig vom Endstand
- 1 Bonuspunkt bei einer Niederlage mit sieben oder weniger Punkten Unterschied

## Playoffs

### Halbfinale
| 10. Mai 2013 19:45 WEZ | Ulster Rugby | 28 : 17        | Scarlets                                                                                            | Ravenhill Stadium, Belfast Zuschauer: 10.700 Schiedsrichter: Alain Rolland (Irland) |
| 10. Mai 2013 19:45 WEZ | Versuche: Bowe 25. erh. Diack 34. n.erh. Court 43. erh. Erhöhungen: Pienaar (2/3) Straftritte: Pienaar (3/4) 7., 40., 63. | (18:3) Bericht | Versuche: Davies 61. erh. Timani 79. erh. Erhöhungen: Williams (2/2) Straftritte: Williams (1/2) 5. | Ravenhill Stadium, Belfast Zuschauer: 10.700 Schiedsrichter: Alain Rolland (Irland) |

| 11. Mai 2013 19:35 WEZ | Leinster Rugby                                                            | 17 : 15         | Glasgow Warriors                                                                                  | RDS Arena, Dublin Zuschauer: 13.235 Schiedsrichter: Pascal Gaüzère (Frankreich) |
| 11. Mai 2013 19:35 WEZ | Versuche: Heaslip 27. n.erh. Straftritte: Sexton (4/6) 12., 32., 63., 70. | (11:10) Bericht | Versuche: Matawalu 15. erh. Bennett 75. n.erh. Erhöhungen: Hogg (1/2) Straftritte: Hogg (1/2) 25. | RDS Arena, Dublin Zuschauer: 13.235 Schiedsrichter: Pascal Gaüzère (Frankreich) |

### Finale
| 25. Mai 2013 16:45 WEZ | Ulster Rugby                                            | 18 : 24        | Leinster Rugby | RDS Arena, Dublin Zuschauer: 18.500 Schiedsrichter: John Lacey (Irland) |
| 25. Mai 2013 16:45 WEZ | Straftritte: Pienaar (6/6) 24., 36., 47., 51., 56., 69. | (6:16) Bericht | Versuche: Jennings 3. erh. Heaslip 63. n.erh. Erhöhungen: Sexton (1/2) Straftritte: Sexton (4/5) 8., 34., 40., 45. | RDS Arena, Dublin Zuschauer: 18.500 Schiedsrichter: John Lacey (Irland) |

## Statistik

### Meiste erzielte Versuche
|    | Name              | Versuche | Team             |
| -- | ----------------- | -------- | ---------------- |
| 1. | Tim Visser        | 11       | Edinburgh Rugby  |
| 2. | Andrew Trimble    | 10       | Ulster Rugby     |
| 2. | DTH van der Merwe | 10       | Glasgow Warriors |

### Meiste erzielte Punkte
|    | Name         | Punkte | Versuche | Erhöhungen | Penalties | Dropkicks | Team                  |
| -- | ------------ | ------ | -------- | ---------- | --------- | --------- | --------------------- |
| 1. | Ian Madigan  | 186    | 6        | 24         | 36        |           | Leinster Rugby        |
| 2. | Ruan Pienaar | 172    | 3        | 32         | 31        |           | Ulster Rugby          |
| 3. | Tom Prydie   | 170    | 5        | 17         | 37        |           | Newport Gwent Dragons |
| 4. | Dan Biggar   | 168    | 5        | 28         | 29        |           | Ospreys               |
| 5. | Ian Keatley  | 142    | 3        | 20         | 27        | 2         | Munster Rugby         |